# X Factor (Italia)
X Factor è un programma televisivo italiano di genere talent show e musicale, versione italiana del format britannico The X Factor. Le prime quattro edizioni sono andate in onda su Rai 2. Dopo la rinuncia da parte della Rai per via degli alti costi di produzione, dal 2011 è in onda su Sky Uno, e dal 2014 su Now, con repliche su TV8. Sky Italia, dopo aver avuto l'esclusiva per otto stagioni TV, ha poi prolungato la trasmissione del talent fino alla stagione 2025. Dall'undicesima edizione, RTL 102.5 diventa la nuova radio ufficiale del programma, subentrando a Radio Deejay (edizione 6-10) e Radio 105 (edizione 5).
Il programma è stato condotto da Francesco Facchinetti durante le prime quattro edizioni, da Alessandro Cattelan dalla quinta alla quattordicesima, da Ludovico Tersigni nella quindicesima e da Francesca Michielin nella sedicesima e diciassettesima, mentre a partire dalla diciottesima edizione la conduzione è affidata a Giorgia. Dalla settima edizione il programma viene prodotto solo da Fremantle Italia senza la collaborazione, come per gli anni precedenti, con Magnolia, la quale ha prodotto le puntate inerenti alle selezioni del programma.

## Il programma
Il talent show è una competizione tra giudici, ognuno dei quali a capo di una categoria di aspiranti artisti musicali (senza esclusione di generi). Fino alla terza edizione le categorie e di conseguenza i giudici, erano tre, mentre dalla quarta sono passate a quattro. Dalla quindicesima edizione vengono abolite le categorie, ma permangono quattro squadre per altrettanti giudici.
Il programma è suddiviso in diverse fasi:
- X Factor On The Road (edizioni 8-in corso)
- Casting (edizioni 1-in corso)
- Audizioni: senza pubblico (edizioni 1-4, 14-15); con il pubblico (edizioni 5-13, 16-in corso)
- Bootcamp: (edizioni 1-7); Six Chair Challenge (edizioni 8-10, 16); Five Chair Challenge (edizioni 11-15, 17); Four Chair Challenge (edizione 18)
- Home Visit / Last Call: senza pubblico (edizioni 1-12, 14-15, 17-18); con il pubblico (edizioni 13, 16)
- Live (edizioni 1-in corso)

Per passare dalla prima fase delle audizioni alla seconda fase servono i "sì" di almeno due giudici a maggioranza semplice (tre dalla quarta edizione). Gli aspiranti cantanti verranno poi divisi in categorie specifiche e assegnati al proprio giudice di appartenenza durante la seconda fase, per poi essere scelti definitivamente durante la terza fase, nella quale i cantanti canteranno davanti al proprio giudice in una location scelta da quest'ultimo. Successivamente i cantanti sono pronti per salire sul palco vero e proprio del programma. Durante le puntate live i cantanti sono suddivisi equamente in due manche. Al termine di ogni manche e in seguito del televoto, il meno votato va al ballottaggio dove ogni giudice decide di eliminare uno dei due. L'eliminazione avviene a maggioranza semplice e in caso di parità, se i giudici sono quattro, dalla quarta edizione si procede ad uno spareggio chiamato TILT tramite un televoto della durata di 200 secondi.
Il premio finale è un contratto discografico da 300 000 € con la Sony Music e, solo per la terza e quarta edizione, un posto di diritto nella sezione Big del Festival di Sanremo. 
Fino all'undicesima edizione il programma si è avvalso della direzione artistica di Luca Tommassini, poi passato ad Amici di Maria De Filippi, nella dodicesima e tredicesima edizione la direzione artistica e creativa è stata di Simone Ferrari ed infine a partire dalla quattordicesima edizione il programma si avvale della direzione artistica e delle coreografie di Laccio e Shake, esponenti del Modulo Project.
Il talent è stato il trampolino di lancio di diversi artisti di rilievo del panorama musicale sia italiano che internazionale come Marco Mengoni, i Måneskin, Noemi, Giusy Ferreri, Chiara, Francesca Michielin, Michele Bravi, Antonio Maggio, Michele Cortese, Tony Maiello, Emanuele Dabbono, Matteo Becucci, The Bastard Sons of Dioniso, Nathalie, Lorenzo Fragola, Anastasio ed i Santi Francesi.

## Edizioni
Legenda:
- Under Uomini[2]
- Under Donne[2]
- Over[2]

- Gruppi[2]
- Under[3]

Note: nelle prime tre edizioni le categorie Under Uomini e Under Donne erano unite nell'unica categoria Under. Dalla 9ª edizione la categoria Gruppi Vocali diventa semplicemente Gruppi, con l'introduzione delle band musicali. Dalla 15ª edizione vengono abolite le categorie.
| Edizione | Rete    | Rete  | Rete  | Conduttore            | Puntate | Periodo           | Periodo          | Concorrenti | Giudici           | Giudici        | Giudici         | Giudici                    | Vincitori           | Vincitori      |
| Edizione | Rete    | Rete  | Rete  | Conduttore            | Puntate | Inizio            | Fine             | Concorrenti | Giudici           | Giudici        | Giudici         | Giudici                    | Concorrente         | Giudice        |
| -------- | ------- | ----- | ----- | --------------------- | ------- | ----------------- | ---------------- | ----------- | ----------------- | -------------- | --------------- | -------------------------- | ------------------- | -------------- |
| 1ª       | Rai 2   | -     | -     | Francesco Facchinetti | 12      | 10 marzo 2008     | 27 maggio 2008   | 19          | Morgan            | Simona Ventura | Mara Maionchi   | N.D.                       | Aram Quartet        | Morgan         |
| 2ª       | Rai 2   | Rai 1 | Rai 1 | Francesco Facchinetti | 14      | 12 gennaio 2009   | 19 aprile 2009   | 16          | Morgan            | Simona Ventura | Mara Maionchi   | N.D.                       | Matteo Becucci      | Morgan         |
| 3ª       | Rai 2   | -     | -     | Francesco Facchinetti | 13      | 10 settembre 2009 | 2 dicembre 2009  | 16          | Morgan            | Claudia Mori   | Mara Maionchi   | N.D.                       | Marco Mengoni       | Morgan         |
| 4ª       | Rai 2   | -     | -     | Francesco Facchinetti | 13      | 7 settembre 2010  | 23 novembre 2010 | 15          | Enrico Ruggeri    | Anna Tatangelo | Mara Maionchi   | Elio                       | Nathalie            | Elio           |
| 5ª       | Sky Uno | Cielo | -     | Alessandro Cattelan   | 12      | 20 ottobre 2011   | 5 gennaio 2012   | 12          | Morgan            | Simona Ventura | Arisa           | Elio                       | Francesca Michielin | Simona Ventura |
| 6ª       | Sky Uno | Cielo | -     | Alessandro Cattelan   | 13      | 20 settembre 2012 | 7 dicembre 2012  | 13          | Morgan            | Simona Ventura | Arisa           | Elio                       | Chiara Galiazzo     | Morgan         |
| 7ª       | Sky Uno | Cielo | -     | Alessandro Cattelan   | 12      | 26 settembre 2013 | 12 dicembre 2013 | 13          | Morgan            | Simona Ventura | Mika            | Elio                       | Michele Bravi       | Morgan         |
| 8ª       | Sky Uno | Cielo | -     | Alessandro Cattelan   | 13      | 18 settembre 2014 | 11 dicembre 2014 | 13          | Morgan            | Fedez          | Mika            | Victoria Cabello           | Lorenzo Fragola     | Fedez          |
| 9ª       | Sky Uno | Cielo | TV8   | Alessandro Cattelan   | 14      | 10 settembre 2015 | 10 dicembre 2015 | 12          | Skin              | Fedez          | Mika            | Elio                       | Giò Sada            | Elio           |
| 10ª      | Sky Uno | Cielo | TV8   | Alessandro Cattelan   | 14      | 15 settembre 2016 | 15 dicembre 2016 | 12          | Manuel Agnelli    | Fedez          | Arisa           | Álvaro Soler               | Soul System         | Álvaro Soler   |
| 11ª      | Sky Uno | Cielo | TV8   | Alessandro Cattelan   | 14      | 14 settembre 2017 | 14 dicembre 2017 | 12          | Manuel Agnelli    | Fedez          | Mara Maionchi   | Levante                    | Lorenzo Licitra     | Mara Maionchi  |
| 12ª      | Sky Uno | Cielo | TV8   | Alessandro Cattelan   | 15      | 6 settembre 2018  | 13 dicembre 2018 | 12          | Manuel Agnelli    | Fedez          | Mara Maionchi   | Asia Argento e Lodo Guenzi | Anastasio           | Mara Maionchi  |
| 13ª      | Sky Uno | -     | TV8   | Alessandro Cattelan   | 14      | 12 settembre 2019 | 12 dicembre 2019 | 12          | Samuel            | Malika Ayane   | Mara Maionchi   | Sfera Ebbasta              | Sofia Tornambene    | Sfera Ebbasta  |
| 14ª      | Sky Uno | -     | TV8   | Alessandro Cattelan   | 13      | 17 settembre 2020 | 10 dicembre 2020 | 12          | Manuel Agnelli    | Emma           | Mika            | Hell Raton                 | Casadilego          | Hell Raton     |
| 15ª      | Sky Uno | -     | TV8   | Ludovico Tersigni     | 13      | 16 settembre 2021 | 9 dicembre 2021  | 12          | Manuel Agnelli    | Emma           | Mika            | Hell Raton                 | Baltimora           | Hell Raton     |
| 16ª      | Sky Uno | -     | TV8   | Francesca Michielin   | 13      | 15 settembre 2022 | 8 dicembre 2022  | 12          | Rkomi             | Fedez          | Ambra Angiolini | Dargen D'Amico             | Santi Francesi      | Rkomi          |
| 17ª      | Sky Uno | -     | TV8   | Francesca Michielin   | 13      | 14 settembre 2023 | 7 dicembre 2023  | 13          | Morgan            | Fedez          | Ambra Angiolini | Dargen D'Amico             | Sarafine            | Fedez          |
| 18ª      | Sky Uno | -     | TV8   | Giorgia               | 13      | 12 settembre 2024 | 5 dicembre 2024  | 12          | Manuel Agnelli    | Jake La Furia  | Paola Iezzi     | Achille Lauro              | Mimì Caruso         | Manuel Agnelli |
| 19ª      | Sky Uno | -     | TV8   | Giorgia               | 13      | 11 settembre 2025 | dicembre 2025    |             | Francesco Gabbani | Jake La Furia  | Paola Iezzi     | Achille Lauro              |                     |                |

## Audience
| Edizione | Rete televisiva | Rete televisiva | Rete televisiva | Anno       | Stagione          | Programmazione | Programmazione | Programmazione | Programmazione | Programmazione | Programmazione | Programmazione | Telespettatori | Share     | Première       | Première | Finale         | Finale |
| Edizione | Rete televisiva | Rete televisiva | Rete televisiva | Anno       | Stagione          | L              | M              | M              | G              | V              | S              | D              | Telespettatori | Share     | Telespettatori | Share    | Telespettatori | Share  |
| -------- | --------------- | --------------- | --------------- | ---------- | ----------------- | -------------- | -------------- | -------------- | -------------- | -------------- | -------------- | -------------- | -------------- | --------- | -------------- | -------- | -------------- | ------ |
| 1ª       | Rai 2           | Rai 2           | –               | 2008       | inverno-primavera |                |                |                |                |                |                |                | 2 291 000      | 10,69%    | 1 987 000      | 9,35%    | 2 750 000      | 13,95% |
| 2ª       | Rai 2           | Rai 2           | Rai 1           | 2009       | inverno-primavera | 3 186 000      | 14,67%         | 3 146 000      | 14,37%         | 4 437 000      | 22,76%         |                |                |           |                |          |                |        |
| 3ª       | Rai 2           | Rai 2           | –               | 2009       | estate-autunno    |                |                |                |                |                | 2 383 000      | 12,08%         | 2 333 000      | 12,64%    | 3 446 000      | 19,39%   |                |        |
| 4ª       | Rai 2           | Rai 2           | –               | 2010       | estate-autunno    |                |                |                |                | 2 609 000      | 11,45%         | 3 284 000      | 17,03%         | 2 703 000 | 12,30%         |          |                |        |
| 5ª       | Sky Uno         | Cielo           | –               | 2011- 2012 | autunno-inverno   |                |                |                | 687 000        | 2,55%          | 518 716        | 1,60%          | 1 050 000      | 3,95%     |                |          |                |        |
| 6ª       | Sky Uno         | Cielo           | –               | 2012       | estate-autunno    |                | 794 000        | 3,27%          | 578 000        | 1,81%          | 1 014 060      | 3,67%          |                |           |                |          |                |        |
| 7ª       | Sky Uno         | Cielo           | –               | 2013       | autunno           |                | 875 000        | 3,62%          | 657 732        | 2,19%          | 1 080 000      | 4,85%          |                |           |                |          |                |        |
| 8ª       | Sky Uno         | Cielo           | –               | 2014       | estate-autunno    | 1 159 000      | 4,56%          | 1 193 452      | 3,36%          | 1 295 000      | 5,07%          |                |                |           |                |          |                |        |
| 9ª       | Sky Uno         | Cielo           | TV8             | 2015       | estate-autunno    | 1 284 000      | 3,61%          | 1 291 884      | 4,07%          | 1 238 624      | 5,18%          |                |                |           |                |          |                |        |
| 10ª      | Sky Uno         | Cielo           | TV8             | 2016       | estate-autunno    | 1 332 000      | 5,16%          | 1 290 000      | 4,27%          | 1 350 000      | 6,50%          |                |                |           |                |          |                |        |
| 11ª      | Sky Uno         | Cielo           | TV8             | 2017       | estate-autunno    | 1 257 000      | 5,15%          | 1 327 000      | 4,57%          | 1 407 000      | 5,80%          |                |                |           |                |          |                |        |
| 12ª      | Sky Uno         | Cielo           | TV8             | 2018       | estate-autunno    | 1 119 000      | 4,96%          | 857 000        | 4,14%          | 1 493 000      | 6,97%          |                |                |           |                |          |                |        |
| 13ª      | Sky Uno         | –               | TV8             | 2019       | estate-autunno    | 769 000        | 3,50%          | 833 000        | 3,80%          | 797 000        | 3,70%          |                |                |           |                |          |                |        |
| 14ª      | Sky Uno         | –               | TV8             | 2020       | estate-autunno    | 881 000        | 3,46%          | 654 000        | 3,10%          | 1 114 000      | 4,80%          |                |                |           |                |          |                |        |
| 15ª      | Sky Uno         | –               | TV8             | 2021       | estate-autunno    | 604 000        | 2,58%          | 755 613        | 3,00%          | 612 000        | 3,00%          |                |                |           |                |          |                |        |
| 16ª      | Sky Uno         | –               | TV8             | 2022       | estate-autunno    | 624 000        | 3,06%          | 790 000        | 3,90%          | 790 000        | 4,90%          |                |                |           |                |          |                |        |
| 17ª      | Sky Uno         | –               | TV8             | 2023       | estate-autunno    | 555 300        | 2,76%          | 527 000        | 2,20%          | 607 000        | 3,50%          |                |                |           |                |          |                |        |
| 18ª      | Sky Uno         | –               | TV8             | 2024       | estate-autunno    | 739 000        | 3,82%          | 729 000        | 3,60%          | 898 000        | 4,10%          |                |                |           |                |          |                |        |

## Categorie e concorrenti
In ogni edizione, a ciascun giudice viene assegnata una categoria e deve scegliere un certo numero di cantanti. Dalla prima alla ottava edizione, ad eccezione della quinta, vengono effettuate delle integrazioni, che vanno ad aggiungersi ad ogni categoria.
| Edizione |                |                                                                                                   |                | |                 |                                                                                             |                            |                                                        |
| -------- | -------------- | ------------------------------------------------------------------------------------------------- | -------------- | --- | --------------- | ------------------------------------------------------------------------------------------- | -------------------------- | ------------------------------------------------------ |
| 1        | Morgan         | Gruppi Vocali                                                                                     | Simona Ventura | Over | Mara Maionchi   | Under                                                                                       |                            |                                                        |
| 1        | Morgan         | Aram Quartet Cluster Sei Ottavi FM Cherries 4Sound                                                | Simona Ventura | Giusy Ferreri Emanuele Dabbono Annalisa Baldi Gino Scannapieco Antonio Marino Dante Pontone Adriano De Pasquale | Mara Maionchi   | Tony Maiello Ilaria Porceddu Silvia Aprile Luna Di Nardo Vittoria Hyde Maria Teresa D'Alise |                            |                                                        |
| 2        | Morgan         | Over                                                                                              | Simona Ventura | Under | Mara Maionchi   | Gruppi Vocali                                                                               |                            |                                                        |
| 2        | Morgan         | Matteo Becucci Noemi Laura Binda Enrico Nordio Chiarastella Calconi Andrea Gioacchini Elisa Rossi | Simona Ventura | Jury Magliolo Daniele Magro Ambra Marie Facchetti Serena Abrami Giacomo Salvietti                               | Mara Maionchi   | The Bastard Sons of Dioniso Farias Sisters Of Soul Sinacria Sinphony                        |                            |                                                        |
| 3        | Morgan         | Under                                                                                             | Claudia Mori   | Over | Mara Maionchi   | Gruppi Vocali                                                                               |                            |                                                        |
| 3        | Morgan         | Marco Mengoni Silver Chiara Ranieri Cristiana Soriano Mario Spada Ornella Felicetti               | Claudia Mori   | Giuliano Rassu Paola Canestrelli Sofia Damiano Fiorella Francesca Ciampa Francesco Gramegna                     | Mara Maionchi   | Yavanna Luana Biz A&K Horrible Porno Stuntmen                                               |                            |                                                        |
| 4        | Enrico Ruggeri | Gruppi Vocali                                                                                     | Anna Tatangelo | Under Donne | Mara Maionchi   | Under Uomini                                                                                | Elio                       | Over                                                   |
| 4        | Enrico Ruggeri | Kymera Effetto Doppler Borghi Bros                                                                | Anna Tatangelo | Marika Lermani Dorina Leka Sofia Buconi Alessandra Falconieri                                                   | Mara Maionchi   | Davide Mogavero Stefano Filipponi Ruggero Pasquarelli Damiano Sardi                         | Elio                       | Nathalie Nevruz Joku Cassandra Raffaele Manuela Zanier |
| 5        | Morgan         | Under Uomini                                                                                      | Simona Ventura | Under Donne | Arisa           | Over                                                                                        | Elio                       | Gruppi Vocali                                          |
| 5        | Morgan         | Vincenzo Di Bella Valerio De Rosa Davide Papasidero                                               | Simona Ventura | Francesca Michielin Nicole Tuzii Jessica Mazzoli                                                                | Arisa           | Antonella Lo Coco Claudio Cera Rahma Hafsi                                                  | Elio                       | I Moderni Cafè Margot Le5                              |
| 6        | Morgan         | Over                                                                                              | Simona Ventura | Under Uomini | Arisa           | Gruppi Vocali                                                                               | Elio                       | Under Donne                                            |
| 6        | Morgan         | Chiara Galiazzo Ics Romina Falconi                                                                | Simona Ventura | Davide Merlini Daniele Coletta Mahmood Nicola Aliotta                                                           | Arisa           | Frères Chaos Le Donatella Akmè                                                              | Elio                       | Cixi Nice Yendry Fiorentino                            |
| 7        | Morgan         | Under Uomini                                                                                      | Simona Ventura | Gruppi Vocali                                                                                                   | Mika            | Under Donne                                                                                 | Elio                       | Over                                                   |
| 7        | Morgan         | Michele Bravi Andrea D'Alessio Lorenzo Luracà                                                     | Simona Ventura | Ape Escape Street Clerks FreeBoys                                                                               | Mika            | Violetta Zironi Gaia Galizia Valentina Tioli Roberta Pompa                                  | Elio                       | Aba Fabio Santini Alan Scaffardi                       |
| 8        | Morgan         | Gruppi Vocali                                                                                     | Fedez          | Under Uomini | Mika            | Over                                                                                        | Victoria Cabello           | Under Donne                                            |
| 8        | Morgan         | Komminuet Spritz For Five The Wise                                                                | Fedez          | Lorenzo Fragola Madh Leiner Riflessi Arashi                                                                     | Mika            | Mario Gavino Garrucciu Emma Morton Diluvio                                                  | Victoria Cabello           | Ilaria Rastrelli Vivian Grillo Camilla Andrea Magli    |
| 9        | Skin           | Under Donne                                                                                       | Fedez          | Gruppi | Mika            | Under Uomini                                                                                | Elio                       | Over                                                   |
| 9        | Skin           | Enrica Tara Margherita Principi Eleonora Anania                                                   | Fedez          | Urban Strangers Moseek Landlord                                                                                 | Mika            | Luca Valenti Leonardo Marius Dragusin Eva                                                   | Elio                       | Giò Sada Davide Shorty Massimiliano D'Alessandro       |
| 10       | Manuel Agnelli | Over                                                                                              | Fedez          | Under Donne | Arisa           | Under Uomini                                                                                | Alvaro Soler               | Gruppi                                                 |
| 10       | Manuel Agnelli | Eva Pevarello Andrea Biagioni Silva Fortes                                                        | Fedez          | Gaia Gozzi Roshelle Caterina Cropelli                                                                           | Arisa           | Loomy Fem Diego Conti                                                                       | Alvaro Soler               | Soul System Daiana Lou Les Enfants                     |
| 11       | Manuel Agnelli | Gruppi                                                                                            | Fedez          | Under Uomini | Mara Maionchi   | Over                                                                                        | Levante                    | Under Donne                                            |
| 11       | Manuel Agnelli | Måneskin Ros Sem&Stènn                                                                            | Fedez          | Samuel Storm Gabriele Esposito Lorenzo Bonamano                                                                 | Mara Maionchi   | Lorenzo Licitra Enrico Nigiotti Andrea Radice                                               | Levante                    | Rita Bellanza Camille Cabaltera Virginia Perbellini    |
| 12       | Manuel Agnelli | Under Donne                                                                                       | Fedez          | Over | Mara Maionchi   | Under Uomini                                                                                | Asia Argento / Lodo Guenzi | Gruppi                                                 |
| 12       | Manuel Agnelli | Luna Melis Martina Attili Sherol Dos Santos                                                       | Fedez          | Naomi Rivieccio Renza Castelli Matteo Costanzo                                                                  | Mara Maionchi   | Anastasio Leo Gassmann Emanuele Bertelli                                                    | Asia Argento / Lodo Guenzi | Bowland Seveso Casino Palace Red Bricks Foundation     |
| 13       | Samuel         | Gruppi                                                                                            | Malika Ayane   | Under Uomini | Mara Maionchi   | Over                                                                                        | Sfera Ebbasta              | Under Donne                                            |
| 13       | Samuel         | Booda Sierra Seawards                                                                             | Malika Ayane   | Davide Rossi Lorenzo Rinaldi Enrico Di Lauro                                                                    | Mara Maionchi   | Eugenio Campagna Nicola Cavallaro Marco Saltari                                             | Sfera Ebbasta              | Sofia Tornambene Giordana Petralia Maryam Rouass       |
| 14       | Manuel Agnelli | Gruppi                                                                                            | Emma Marrone   | Under Uomini | Mika            | Over                                                                                        | Hell Raton                 | Under Donne                                            |
| 14       | Manuel Agnelli | Little Pieces of Marmelade Melancholia Manitoba                                                   | Emma Marrone   | Blind Blue Phelix Filippo Santi                                                                                 | Mika            | N.A.I.P. Vergo Eda Marì                                                                     | Hell Raton                 | Casadilego Mydrama Cmqmartina                          |
| 15       | Manuel Agnelli | Bengala Fire Erio Mutonia                                                                         | Emma Marrone   | Gianmaria Le Endrigo Vale LP                                                                                    | Mika            | Fellow Nika Paris Westfalia                                                                 | Hell Raton                 | Baltimora Versailles Karakaz                           |
| 16       | Rkomi          | Santi Francesi Joėlle Iako                                                                        | Fedez          | Linda Riverditi Omini Dadà                                                                                      | Ambra Angiolini | Tropea Lucrezia Fioritti Matteo Siffredi                                                    | Dargen D'Amico             | Beatrice Quinta Disco Club Paradiso Matteo Orsi        |
| 17       | Morgan         | Sickteens Nicolò Selmi Animaux Formidables Astromare                                              | Fedez          | Sarafine Maria Tomba Asia Leva                                                                                  | Ambra Angiolini | Angelica Bove Matteo Alieno Gaetano De Caro Astromare                                       | Dargen D'Amico             | Stunt Pilots Il Solito Dandy Settembre                 |
| 18       | Manuel Agnelli | Mimì Caruso Punkcake Danielle                                                                     | Achille Lauro  | Les Votives I Patagarri Lorenzo Salvetti                                                                        | Paola Iezzi     | Lowrah Pablo Murphy Dimensione Brama                                                        | Jake La Furia              | Francamente The Foolz El Ma                            |

## Giudici
Nelle prime due edizioni del programma ricoprono il ruolo di giudici il musicista e compositore Morgan, la produttrice discografica Mara Maionchi e la conduttrice televisiva Simona Ventura. Nella terza edizione al posto di Simona Ventura vi è Claudia Mori, cantante e personaggio televisivo. Nella quarta edizione viene introdotta la novità del quarto giudice, dove Mara Maionchi (unica riconfermata dalle precedenti edizioni) viene affiancata da tre nuovi giudici: il cantautore Enrico Ruggeri, la cantante Anna Tatangelo e il cantante Elio, frontman del gruppo Elio e le Storie Tese. La quinta edizione vede il passaggio del programma dalla Rai su Sky e la giuria vede la conferma di Elio, il ritorno di Morgan e Simona Ventura e l'arrivo della cantante Arisa. La giuria rimane invariata per la sesta edizione, mentre nella settima a sostituire Arisa è il cantante Mika. L'ottava edizione vede in giuria i riconfermati Morgan e Mika, mentre al posto di Elio e della Ventura arrivano il rapper Fedez e la conduttrice televisiva Victoria Cabello. La nona edizione vede in giuria i riconfermati Mika e Fedez, mentre al posto di Morgan torna a ricoprire il ruolo di giudice Elio: inoltre viene sostituita Victoria Cabello con la cantante inglese Skin. Per la decima edizione vi sono gli addii di Elio, Mika e Skin: con Fedez unico riconfermato, il tavolo dei giudici vede il ritorno di Arisa e l'arrivo delle new entry Manuel Agnelli, cantante degli Afterhours e Álvaro Soler. L'undicesima edizione vede la conferma di Fedez e Manuel Agnelli, il ritorno di Mara Maionchi e l'ingresso in giuria di Levante. In occasione della dodicesima edizione, i componenti della giuria antecedente rimangono invariati, fatta eccezione per Levante, alla quale subentra l'attrice e regista Asia Argento.. Dopo il caso Bennett, Sky annuncia la "revoca" del ruolo ad Asia Argento, sostituita da Lodo Guenzi de Lo Stato Sociale. Nella tredicesima edizione, ad affiancare Mara Maionchi, sono il cantautore e frontman dei Subsonica Samuel, il rapper Sfera Ebbasta e la cantautrice Malika Ayane. Nella quattordicesima edizione viene rivoluzionata la giuria: ritornano Manuel Agnelli e Mika, affiancati dalla cantante Emma e dal rapper Hell Raton. Nella quindicesima edizione viene riconfermata tutta la giuria dell'anno precedente, e vengono abolite le categorie; facendo così, la versione italiana di X Factor diventa la prima a sperimentare il nuovo format. Nella sedicesima edizione viene rivoluzionata la giuria: fa il suo ritorno Fedez, affiancato da Ambra Angiolini, dal rapper Dargen D'Amico e dal rapper cantautore Rkomi. Nella diciassettesima edizione la giuria rimane invariata tranne un'eccezione: Morgan, dopo nove anni dalla sua ultima partecipazione, che subentra al posto di Rkomi. Il giorno 21 Novembre 2023, dopo la quarta puntata delle esibizioni live, con un comunicato ufficiale su Instagram, diffuso sulla pagina ufficiale di X Factor (Italia), Sky e Fremantle decidono di "interrompere il rapporto di collaborazione con Morgan e la sua presenza a X Factor come giudice" a causa dei suoi "ripetuti comportamenti incompatibili e inappropriati", riferito probabilmente alle opinioni espresse dal giudice in live considerate sbagliate e offensive e ad alcuni comportamenti ritenuti inadeguati nei confronti della produzione, anche se i reali motivi non sono manifesti a nessuno. L'effetto del comunicato sarà, come scritto, "immediato". Morgan quindi non verrà sostituito. Il concorrente rimasto della sua squadra passa ad Ambra e si torna al formato tre giurati (a partire dal quinto live show fino alla finale) come per le prime tre edizioni del programma, Nella diciottesima edizione viene nuovamente stravolto il tavolo della giuria che vede il ritorno di Manuel Agnelli e l'esordio di 3 nuovi giudici: Achille Lauro, Jake La Furia e Paola Iezzi, Nella diciannovesima edizione viene confermata la giuria della precedente edizione eccezion fatta per Francesco Gabbani che sostituisce Manuel Agnelli.
| Giudice           | Stagione      | Stagione      | Stagione      | Stagione      | Stagione      | Stagione      | Stagione      | Stagione      | Stagione     | Stagione     | Stagione     | Stagione     | Stagione     | Stagione     | Stagione  | Stagione | Stagione | Stagione | Totale   | Totale   |   |
| Giudice           | 1             | 2             | 3             | 4             | 5             | 6             | 7             | 8             | 9            | 10           | 11           | 12           | 13           | 14           | 15        | 16       | 17       | 18       | Presenze | Vittorie |   |
| ----------------- | ------------- | ------------- | ------------- | ------------- | ------------- | ------------- | ------------- | ------------- | ------------ | ------------ | ------------ | ------------ | ------------ | ------------ | --------- | -------- | -------- | -------- | -------- | -------- | - |
| Morgan            | Gruppi Vocali | Over          | Under         |               | Under Uomini  | Over          | Under Uomini  | Gruppi Vocali |              |              |              |              |              |              |           |          | Squadra  |          | 8        | 5        |   |
| Mara Maionchi     | Under         | Gruppi Vocali | Gruppi Vocali | Under Uomini  |               |               |               |               |              |              | Over         | Under Uomini | Over         |              |           |          |          |          | 7        | 2        |   |
| Simona Ventura    | Over          | Under         |               |               | Under Donne   | Under Uomini  | Gruppi Vocali |               |              |              |              |              |              |              |           |          |          |          | 5        | 1        |   |
| Claudia Mori      |               |               | Over          |               |               |               |               |               |              |              |              |              |              |              |           |          |          |          | 1        | 0        |   |
| Enrico Ruggeri    |               |               |               | Gruppi Vocali |               |               |               |               |              |              |              |              |              |              |           |          |          |          | 1        | 0        |   |
| Anna Tatangelo    |               |               |               | Under Donne   |               |               |               |               |              |              |              |              |              |              |           |          |          |          | 1        | 0        |   |
| Elio              |               |               |               | Over          | Gruppi Vocali | Under Donne   | Over          |               | Over         |              |              |              |              |              |           |          |          |          | 5        | 2        |   |
| Arisa             |               |               |               |               | Over          | Gruppi Vocali |               |               |              | Under Uomini |              |              |              |              |           |          |          |          | 3        | 0        |   |
| Mika              |               |               |               |               |               |               | Under Donne   | Over          | Under Uomini |              |              |              |              | Over         | Squadra 2 |          |          |          | 5        | 0        |   |
| Fedez             |               |               |               |               |               |               |               | Under Uomini  | Gruppi       | Under Donne  | Under Uomini | Over         |              |              |           | Roster   | Squadra  |          | 7        | 2        |   |
| Victoria Cabello  |               |               |               |               |               |               |               | Under Donne   |              |              |              |              |              |              |           |          |          |          | 1        | 0        |   |
| Skin              |               |               |               |               |               |               |               |               | Under Donne  |              |              |              |              |              |           |          |          |          | 1        | 0        |   |
| Manuel Agnelli    |               |               |               |               |               |               |               |               |              | Over         | Gruppi       | Under Donne  |              | Gruppi       | Squadra 1 |          |          | Squadra  | 6        | 1        |   |
| Álvaro Soler      |               |               |               |               |               |               |               |               |              | Gruppi       |              |              |              |              |           |          |          |          | 1        | 1        |   |
| Levante           |               |               |               |               |               |               |               |               |              |              | Under Donne  |              |              |              |           |          |          |          | 1        | 0        |   |
| Asia Argento      |               |               |               |               |               |               |               |               |              |              |              | Gruppi       |              |              |           |          |          |          | 1        | 0        |   |
| Lodo Guenzi       |               |               |               |               |               |               |               |               |              |              |              | Gruppi       |              |              |           |          |          |          | 1        | 0        |   |
| Malika Ayane      |               |               |               |               |               |               |               |               |              |              |              |              | Under Uomini |              |           |          |          |          | 1        | 0        |   |
| Sfera Ebbasta     |               |               |               |               |               |               |               |               |              |              |              |              | Under Donne  |              |           |          |          |          | 1        | 1        |   |
| Samuel            |               |               |               |               |               |               |               |               |              |              |              |              | Gruppi       |              |           |          |          |          | 1        | 0        |   |
| Hell Raton        |               |               |               |               |               |               |               |               |              |              |              |              |              | Under Donne  | Squadra 3 |          |          |          | 2        | 2        |   |
| Emma Marrone      |               |               |               |               |               |               |               |               |              |              |              |              |              | Under Uomini | Squadra 4 |          |          |          | 2        | 0        |   |
| Rkomi             |               |               |               |               |               |               |               |               |              |              |              |              |              |              |           | Roster   |          |          | 1        | 1        |   |
| Dargen D'Amico    |               |               |               |               |               |               |               |               |              |              |              |              |              |              |           | Roster   | Squadra  |          | 2        | 0        |   |
| Ambra Angiolini   |               |               |               |               |               |               |               |               |              |              |              |              |              |              |           | Roster   | Squadra  |          | 2        | 0        |   |
| Achille Lauro     |               |               |               |               |               |               |               |               |              |              |              |              |              |              |           |          |          | Squadra  | 1        | 0        |   |
| Paola Iezzi       |               |               |               |               |               |               |               |               |              |              |              |              |              |              |           |          |          | Squadra  | 1        | 0        |   |
| Jake La Furia     |               |               |               |               |               |               |               |               |              |              |              |              |              |              |           |          |          | Squadra  | 1        | 0        |   |
| Francesco Gabbani |               |               |               |               |               |               |               |               |              |              |              |              |              |              |           |          |          |          |          | Squadra  | 0 |

## Dettagli edizioni
Nelle prime tre edizioni del programma Morgan è sempre stato il giudice vincente, rispettivamente con gli Aram Quartet nella prima stagione, nella seconda con Matteo Becucci e nella terza con il futuro vincitore del Festival di Sanremo Marco Mengoni. Nella quarta stagione la New Entry Elio diventa il secondo giudice a trionfare nel programma grazie alla cantante Nathalie. Nella quinta stagione ad affermarsi è Simona Ventura con Francesca Michielin. Nella sesta e nella settima stagione, invece, domina nuovamente Morgan con Chiara Galiazzo prima e Michele Bravi poi. Nell'ottava edizione è il celebre rapper italiano Fedez a trionfare con Lorenzo Fragola. Nella nona stagione vince nuovamente Elio con il giovane Giò Sada. Nella decima edizione è la celebre pop star spagnola Álvaro Soler a trionfare con il gruppo dei Soul System. Nell'undicesima vince Mara Maionchi con Lorenzo Licitra, che batte inaspettatamente in finalissima i Måneskin. Nella dodicesima stagione trionfa ancora Mara Maionchi con il rapper napoletano Anastasio. La tredicesima edizione è vinta da Sofia Tornambene, cantante capitanata dal trapper Sfera Ebbasta, rappresentando la seconda vittoria di un'artista appartenente alla Categoria Under Donne. La quattordicesima edizione vede la vittoria della cantante Elisa Coclite, in arte Casadilego, del team del produttore discografico, originario di Olbia, Hell Raton.
Nella quindicesima edizione vi è un totale rinnovamento, causato dall'addio dello storico conduttore del programma Alessandro Cattelan, passato in Rai e sostituito dall'attore romano Ludovico Tersigni e dalla eliminazione delle divisioni in squadre. A vincere è il giovane producer Edoardo Spinsante, in arte Baltimora, sempre capitanato da Hell Raton. Nella sedicesima edizione, il banco della giuria e la conduzione subiscono un totale cambiamento; i quattro giurati di tale edizione sono la cantante Ambra Angiolini, i rapper Rkomi, Dargen D'Amico e Fedez, quest'ultimo che ritorna dopo 4 anni d'assenza, mentre la conduzione è stata affidata per la prima volta ad una donna, ovvero Francesca Michielin, vincitrice della quinta edizione; a vincere questa edizione sono i Santi Francesi, gruppo appartenente alla squadra di Rkomi. Nella diciassettesima edizione la giuria rimane quasi totalmente invariata. Per la seconda edizione consecutiva tornano Ambra Angiolini, Dargen D'Amico e il rapper Fedez, mentre subentra ad Rkomi il cantante Morgan, che torna sul banco dopo nove anni. La conduzione rimane a Francesca Michielin. Il giorno 21 novembre 2023, dopo la quarta puntata delle esibizioni live, con un comunicato ufficiale su Instagram, diffuso sulla pagina ufficiale di X Factor (Italia), Sky e Fremantle decidono di "interrompere il rapporto di collaborazione con Morgan e la sua presenza a X Factor come giudice" a causa dei suoi "ripetuti comportamenti incompatibili e inappropriati", riferito probabilmente alle opinioni espresse dal giudice in live considerate sbagliate e offensive e ad alcuni comportamenti ritenuti inadeguati nei confronti della produzione, anche se i reali motivi non sono manifesti a nessuno. L'effetto del comunicato sarà, come scritto, "immediato". Morgan quindi non verrà sostituito. Il concorrente rimasto della sua squadra passa ad Ambra e si torna al formato tre giurati (a partire dal quinto live show fino alla finale) come per le prime tre edizioni del programma, a vincere questa edizione è la dj Sara Sorrenti, in arte Sarafine, appartenente alla squadra di Fedez.
Nella diciottesima edizione vi è ancora una volta un totale rinnovamento, causato dall'addio alla conduzione di Francesca Michielin, dopo due sole edizioni, a cui subentra la cantante Giorgia, e dal cambiamento totale del banco della giuria, i quattro giurati sono infatti i cantanti Paola Iezzi, Achille Lauro, Jake La Furia e Manuel Agnelli, al ritorno nel programma dopo due anni di assenza, a vincere questa edizione è la cantante Mimì Caruso, appartenente alla squadra di Manuel Agnelli.

## Spin-off

### X Factor - Il Processo
Durante le prime edizioni targate Rai, il sabato pomeriggio alle 14.00 circa andava in onda su Rai 2 il talk show X Factor - Il processo, con la conduzione di Francesco Facchinetti e con la partecipazione in studio dei vocal coach, dell'ultimo eliminato dalla puntata serale, di personaggi radiofonici e di ospiti fissi quali Benedetta Mazzini, Antonella Elia, Carlo Pastore e Pier Paolo Peroni, e con la partecipazione, a turno, dei concorrenti ancora in gara, in collegamento dal loft. Durante la quarta edizione, nel daytime quotidiano (alle 18.50 circa) e il sabato pomeriggio (alle 18:10 circa) su Rai 2 andava in onda il talk show Extra Factor, con la conduzione di Francesco Facchinetti e Alessandra Barzaghi, e con la presenza in studio dei vocal coach e di ospiti fissi quali Benedetta Mazzini, Antonella Elia, Carlo Pastore, Pier Paolo Peroni, Cristiano Malgioglio, Bruno Santori, Andrea Scanzi e Marco Balestri. Regia di Enrico Rimoldi.

### Xtra Factor
Dalla quinta edizione, come in The X Factor UK, andava in onda su Sky Uno, subito dopo il live show serale (alle 00:05 circa), il talk show Xtra Factor con la conduzione di Max Novaresi e Brenda Lodigiani. Nel corso del programma i due conduttori intervistano, per i commenti a caldo, sia l'eliminato della puntata appena andata in onda sia i giudici, i quali vengono sottoposti anche alle domande e alle critiche del pubblico (tramite telefonate in studio, collegamenti via Skype e commenti sulla pagina ufficiale del programma presente sui due social network Facebook e Twitter). Inoltre i due conduttori rivelano i retroscena della puntata e commentano lo show appena andato in onda con vari ospiti in studio. Nella settima edizione, Xtra Factor viene condotto da Matteo Bordone con la collaborazione di Rocco Tanica e di alcuni giornalisti di Sky TG24. Nella ottava edizione, Xtra Factor viene condotto dall'ex giudice del talent Mara Maionchi, con Davide Camicioli e Daniela Collu. Nella nona edizione viene condotto sempre dalla Maionchi con Alessio Viola. Dopo quattro edizioni lo spazio occupato da Xtra Factor cambia nome in StraFactor.

### StraFactor
Spin-off in onda dal 2016 al 2018 per tre edizioni in seconda serata a seguito della puntata serale di X Factor su Sky Uno come "anti-talent". Dalla decima edizione Daniela Collu passa alla conduzione di StraFactor. In questo programma oltre ad un breve dibattito sulla puntata conclusasi (come accadeva in Xtra Factor) prende vita una competizione alternativa, una sorta di freak show, che vede come concorrenti 12 personaggi esilranti e irriverenti scartati alle selezioni delle 6 edizioni prodotte da Sky (un po' sullo stile de La Corrida - Dilettanti allo sbaraglio). Il vincitore si esibiva al Mediolanum Forum in occasione della finale di X Factor. Nell'undicesima e nella dodicesima edizione StraFactor va in onda anche durante la fase selettiva del programma, dando così vita ad un ulteriore talent show. Le finali di queste due edizioni si sono svolte al Mediolanum Forum.
Nella decima edizione (2016) a rivestire i panni dei giudici sono stati Elio e Mara Maionchi. Gli artisti a vincere l'edizione sono stati Cecco e Cipo.
Il programma nell'undicesima edizione (2017) ha visto una giuria composta da Elio, Jake La Furia e Drusilla Foer e una conduzione portata avanti da Daniela Collu e Mara Maionchi. Il vincitore di tale edizione è stato Dario Zumkeller.
Nella dodicesima edizione (2018) la giuria è stata presenziata dalla Dark Polo Gang, da Elio e da Pupo, mentre la conduzione ancora una volta è stata portata avanti da Daniela Collu. Il vincitore fu Mc Fierli.

### Ante Factor
Durante la sesta edizione, è andato in onda esclusivamente sul sito web del programma, la diretta di Web Factor con la conduzione di Max Novaresi e Brenda Lodigiani. Nel corso del programma i due conduttori intervistavano i personaggi dietro le quinte, tra i quali i concorrenti, i giudici, gli ospiti della serata e alcuni tecnici addetti al lavoro. La diretta aveva una durata complessiva di 10 minuti: si poteva vedere in alto a sinistra il conto alla rovescia prima dell'inizio del programma. Allo scadere dei 10 minuti i conduttori lasciavano subito la diretta al live show su Sky Uno. Durante la medesima edizione, a partire dalla sesta puntata del 22 novembre 2012, Web Factor viene trasmesso simultaneamente anche su Sky Uno e viene rinominato in Ante Factor. Dalla settima edizione in poi l'Ante Factor viene proposto circa 10 minuti prima dell'inizio dei live, con l'eccezione della finale, in cui dura un'ora prima dell'inizio di quest'ultima.
Nella settima edizione, l'Ante Factor viene condotto da Matteo Bordone, nell'ottava edizione da Davide Camicioli e nella nona da Alessio Viola.
Nella quindicesima edizione viene condotto da Paola Di Benedetto. Nella diciassettesima edizione viene condotto da Gianluca Gazzoli.
| Conduzione         | Edizione | Edizione | Edizione | Edizione | Edizione | Edizione | Edizione | Edizione | Edizione | Edizione | Edizione | Edizione | Edizione | Edizione | Edizione | Edizione | Edizione |    | Totale |
| Conduzione         | 1        | 2        | 3        | 4        | 5        | 6        | 7        | 8        | 9        | 10       | 11       | 12       | 13       | 14       | 15       | 16       | 17       | 18 | Totale |
| ------------------ | -------- | -------- | -------- | -------- | -------- | -------- | -------- | -------- | -------- | -------- | -------- | -------- | -------- | -------- | -------- | -------- | -------- | -- | ------ |
| Max Novaresi       |          |          |          |          |          |          |          |          |          |          |          |          |          |          |          |          |          |    | 1      |
| Brenda Lodigiani   |          |          |          |          |          |          |          |          |          |          |          |          |          |          |          |          |          |    | 1      |
| Matteo Bordone     |          |          |          |          |          |          |          |          |          |          |          |          |          |          |          |          |          |    | 1      |
| Davide Camicioli   |          |          |          |          |          |          |          |          |          |          |          |          |          |          |          |          |          |    | 1      |
| Alessio Viola      |          |          |          |          |          |          |          |          |          |          |          |          |          |          |          |          |          |    | 1      |
| Paola Di Benedetto |          |          |          |          |          |          |          |          |          |          |          |          |          |          |          |          |          |    | 1      |
| Gianluca Gazzoli   |          |          |          |          |          |          |          |          |          |          |          |          |          |          |          |          |          |    | 1      |

### X Factor Daily
Durante la seconda e la terza edizione e dalla quinta edizione va in onda X Factor Daily, la striscia quotidiana del day-time, dal lunedì al venerdì alle ore 19:40 su Sky Uno e, dal 2021, su TV8 il mercoledì alle 17:30 (precedentemente su Rai 2) con questa divisione:
- Lunedì e martedì: assegnazione brani
- Mercoledì: le prove dei ragazzi
- Giovedì: le prove generali in studio e il live la sera dalle 21:10.
- Venerdì: riassunto e backstage del live show del giorno precedente

| Conduzione            | Edizione | Edizione | Edizione | Edizione | Edizione | Edizione | Edizione | Edizione | Edizione | Edizione | Edizione | Edizione | Edizione | Edizione | Edizione | Edizione | Totale |
| Conduzione            | 1        | 2        | 3        | 4        | 5        | 6        | 7        | 8        | 9        | 10       | 11       | 12       | 13       |          |          |          | Totale |
| --------------------- | -------- | -------- | -------- | -------- | -------- | -------- | -------- | -------- | -------- | -------- | -------- | -------- | -------- | -------- | -------- | -------- | ------ |
| Francesco Facchinetti |          |          |          |          |          |          |          |          |          |          |          |          |          |          |          |          | 2      |
| Alessandro Cattelan   |          |          |          |          |          |          |          |          |          |          |          |          |          |          |          |          | 4      |
| Aurora Ramazzotti     |          |          |          |          |          |          |          |          |          |          |          |          |          |          |          |          | 3      |
| Benji & Fede          |          |          |          |          |          |          |          |          |          |          |          |          |          |          |          |          | 1      |
| Luna Melis            |          |          |          |          |          |          |          |          |          |          |          |          |          |          |          |          | 1      |

### X Factor Weekly
Va ogni anno in onda di sabato, con il riassunto della settimana. L'X Factor Daily ha sempre visto la conduzione dei due presentatori principali dello show (Francesco Facchinetti e Alessandro Cattelan), dalla nona edizione alla undicesima viene presentato da Aurora Ramazzotti. Nella dodicesima edizione è presentato da Benji & Fede, mentre nella tredicesima è presentato da Luna Melis, concorrente dell'edizione precedente.

### X Factor - Il Sogno
Da venerdì 26 luglio 2019, in prima serata su TV8 e Sky Uno, vengono trasmessi degli speciali dedicati alle prime otto edizioni targate Sky, del talent musicale.

### Hot Factor
Dalla quattordicesima alla sedicesima edizione va in onda, in diretta su Sky Uno e subito dopo lo show serale, Hot Factor. Durante le puntate la conduttrice Daniela Collu raccoglie le impressioni a caldo dei giudici dopo i live di X Factor. Nella quindicesima e sedicesima edizione la conduzione passa a Paola Di Benedetto.
| Conduzione         | Edizione | Edizione | Edizione | Edizione | Edizione | Edizione | Edizione | Edizione | Edizione | Edizione | Edizione | Edizione | Edizione | Edizione | Edizione | Edizione | Totale |
| Conduzione         | 1        | 2        | 3        | 4        | 5        | 6        | 7        | 8        | 9        | 10       | 11       | 12       | 13       | 14       | 15       | 16       | Totale |
| ------------------ | -------- | -------- | -------- | -------- | -------- | -------- | -------- | -------- | -------- | -------- | -------- | -------- | -------- | -------- | -------- | -------- | ------ |
| Daniela Collu      |          |          |          |          |          |          |          |          |          |          |          |          |          |          |          |          | 1      |
| Paola Di Benedetto |          |          |          |          |          |          |          |          |          |          |          |          |          |          |          |          | 2      |

## Location
La parte relativa ai casting del talent show (audizioni, bootcamp e homevisit) viene registrata in diverse sedi che cambiano in ogni stagione, tranne che per la quattordicesima e quindicesima edizione (a causa della pandemia da COVID-19) svoltasi interamente presso il Teatro 5 di Cinecittà.
Dalla sedicesima edizione la parte relativa alle Audition e Bootcamp viene interamente registrata presso l'Allianz Cloud di Milano.
| Location                                                  | Edizione | Edizione | Edizione | Edizione | Edizione | Edizione | Edizione | Edizione | Edizione | Edizione | Edizione | Edizione | Edizione | Edizione | Edizione | Edizione | Edizione | Edizione | Edizione | Totale |
| Location                                                  | 1        | 2        | 3        | 4        | 5        | 6        | 7        | 8        | 9        | 10       | 11       | 12       | 13       | 14       | 15       | 16       | 17       | 18       | 19       | Totale |
| --------------------------------------------------------- | -------- | -------- | -------- | -------- | -------- | -------- | -------- | -------- | -------- | -------- | -------- | -------- | -------- | -------- | -------- | -------- | -------- | -------- | -------- | ------ |
| Studio M3, Centro di produzione Rai di Milano             |          |          |          |          |          |          |          |          |          |          |          |          |          |          |          |          |          |          |          | 1      |
| Studio Mecenate 2000                                      |          |          |          |          |          |          |          |          |          |          |          |          |          |          |          |          |          |          |          | 3      |
| Teatro della Luna (2011-2012), Teatro Repower Assago (MI) |          |          |          |          |          |          |          |          |          |          |          |          |          |          |          |          |          |          |          | 6      |
| 105 Stadium, Genova                                       |          |          |          |          |          |          |          |          |          |          |          |          |          |          |          |          |          |          |          | 1      |
| Teatro Dal Verme, Milano                                  |          |          |          |          |          |          |          |          |          |          |          |          |          |          |          |          |          |          |          | 1      |
| X Factor Arena, Milano                                    |          |          |          |          |          |          |          |          |          |          |          |          |          |          |          |          |          |          |          | 3      |
| Unipol Forum                                              |          |          |          |          |          |          |          |          |          |          |          |          |          |          |          |          |          |          |          | 9      |
| Unipol Forum                                              |          |          |          |          |          |          |          |          |          |          |          |          |          |          |          |          |          |          |          | 9      |
| Unipol Arena                                              |          |          |          |          |          |          |          |          |          |          |          |          |          |          |          |          |          |          |          | 3      |
| PalaLottomatica, Roma                                     |          |          |          |          |          |          |          |          |          |          | 2        |          |          |          |          |          |          |          |          |        |
| PalaAlpitour, Torino                                      |          |          |          |          |          |          |          |          |          |          |          |          |          |          |          |          |          |          |          | 5      |
| Nuova X Factor Arena Teatro Ciak, Milano                  |          |          |          |          |          |          |          |          |          |          |          |          |          |          |          |          |          |          |          | 3      |
| Adriatic Arena, Pesaro                                    |          |          |          |          |          |          |          |          |          |          |          |          | 2        |          |          |          |          |          |          |        |
| Modigliani Forum, Livorno                                 |          |          |          |          |          |          |          |          |          | 1        |          |          |          |          |          |          |          |          |          |        |
| X Factor Dome Candy Arena, Monza                          |          |          |          |          |          |          |          |          |          |          |          |          |          |          |          |          |          |          |          | 1      |
| Sky Wifi Arena, Rho (MI)                                  |          |          |          |          |          |          |          |          |          |          |          |          |          |          |          |          |          |          |          | 1      |
| Teatro 5 di Cinecittà, Roma                               |          |          |          |          |          |          |          |          |          |          |          |          |          |          |          |          |          |          |          | 2      |
| Allianz Cloud, Milano                                     |          |          |          |          |          |          |          |          |          |          |          |          |          |          |          |          |          |          |          | 4      |
| Piazza del Plebiscito, Napoli                             |          |          |          |          |          |          |          |          |          |          |          |          |          |          |          |          |          |          |          | 1      |

## Compilation legate al programma[22]
- 2008 – X Factor Compilation 2008
- 2009 – X Factor Anteprima Compilation 2009
- 2009 – X Factor Compilation 2009 - Finale
- 2009 – X Factor 3 Compilation
- 2009 – X Factor - The Christmas Album
- 2010 – X Factor 4 Compilation
- 2011 – X Factor 5 Compilation
- 2012 – X Factor Compilation 2012
- 2013 – The Best of X Factor
- 2013 – X Factor Compilation 2013
- 2014 – X Factor Christmas 2014
- 2015 – X Factor 9
- 2016 – X Factor 10 Compilation
- 2017 – X Factor 11 Compilation
- 2018 – X Factor 12 Compilation - Gli inediti
- 2019 – X Factor 13 - Gli inediti
- 2020 – X Factor 2020 Mixtape
- 2021 – X Factor Mixtape Vol. 2

## Tour legati al programma

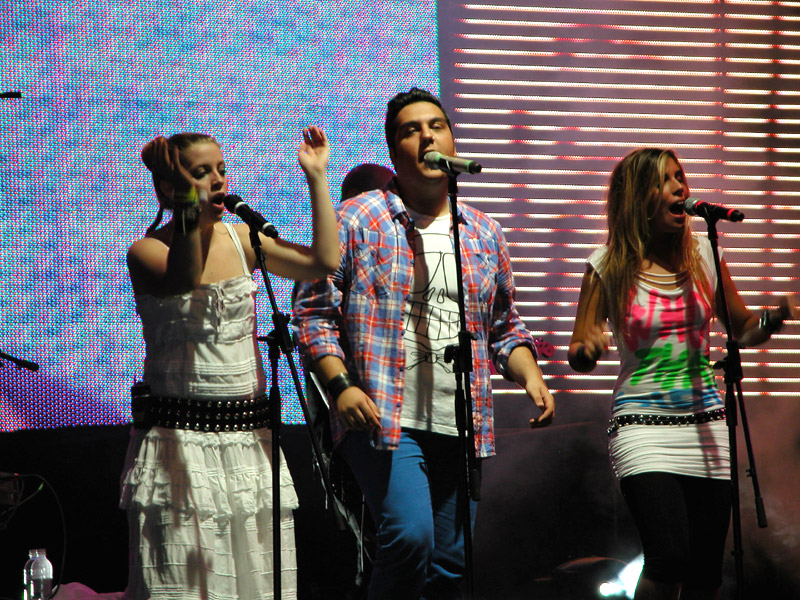
Noemi, Daniele e Ambra Marie allX Factor tour (Cittadella di Alessandria - 2 luglio 2009)

- 2009 – X Factor tour
- 2012 – X Factor On Ice Tour

## Premi e riconoscimenti
- 2009 - Premio Regia Televisiva categoria Top Ten.
- 2013 - Premio Regia Televisiva categoria Top Ten.
- 2016 - Premio Regia Televisiva categoria Top Ten.
- 2025 - Premio Rosa camuna

## Loghi

Edizioni 1-4
Edizioni 5-12
Edizione 14 - in uso